# والهالا (ویکتوریا)
والهالا (به انگلیسی: Walhalla) یک شهرک در استرالیا است که در ویکتوریا (استرالیا) واقع شده‌است.